# Do Not Disturb (telessérie)
Do Not Disturb (anteriormente conhecida como The Inn) é uma série de televisão estadunidense, marcada para estrear na FOX em Setembro de 2008. O sitcom será co-produzido pela Reveille Productions, Principato-Young Entertainment e Fox Television Studios. Jason Bateman foi o diretor do episódio piloto, e a emissora ordenou 13 episódios iniciais.

## Premissa
A trama de Do Not Disturb gira em torno de um decadente hotel de Nova Iorque, visto pelos olhos de seus funcionários.

## Elenco
- Brando Eaton .... Jason
- Jerry O'Connell .... Neil
- Jesse Tyler Ferguson .... Larry
- Jolene Purdy .... Molly Poleski
- Molly Stanton .... Nicole
- Niecy Nash .... Rhonda Peet
- Robert Wagner .... R.J.